# جادسون آلوز دوس سانتوس
جادسون آلوز دوس سانتوس (به پرتغالی: Jadson Alves dos Santos) هافبک اهل برزیل است که در شهر سائو برناردو دو کامپو و در تاریخ ۳۰ اوت ۱۹۹۳ به دنیا آمده‌است.
جادسون آلوز دوس سانتوس در تیم‌های فوتبال Botafogo سابقهٔ حضور دارد.